# 늡나무골
늡나무골은 양강도 삼수군 회골리에 위치한 골짜기이다.

## 생태
이름의 유래가 되는 느릅나무가 다수 자생하는 것으로 알려져 있다.

## 대중매체
황석영의 소설 장길산의 소설 배경으로 늡나무골이 등장한 바 있다.